# Iosif Aleksandrovich Brodsky

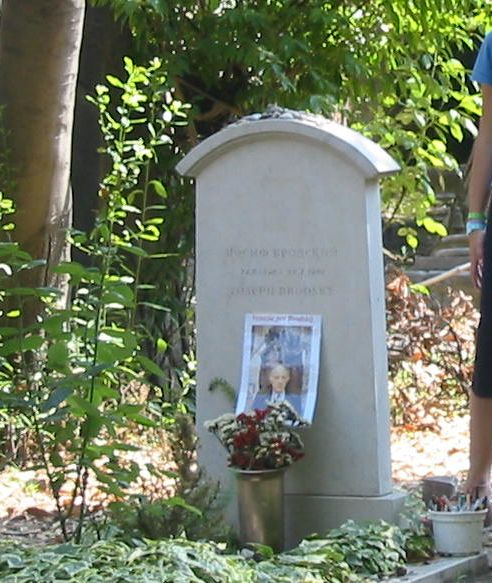
Mộ Brodsky ở San Michele, Ý. Những người đến đây mang theo bưu ảnh, thơ, bút chì, thuốc lá Camel và rượu Whiskey. Phía sau tấm bia có ghi dòng thơ của Sextus Propertius bằng tiếng Latin: Letum non omnia finit — Chết không phải là hết

Joseph Brodsky (24 tháng 5 năm 1940 - 28 tháng 1 năm 1996), tên trong khai sinh là Iosif Aleksandrovich Brodsky (tiếng Nga: Иосиф Александрович Бродский), là một nhà thơ, nhà văn Mỹ gốc Nga đoạt Giải Nobel Văn học năm 1987.

## Tiểu sử
Cuộc đời của nhà thơ sinh tại Leningrad này, ngay từ nhỏ đã có những chi tiết thú vị. Thời thơ ấu, Brodsky sống trong một căn hộ nhỏ của ngôi nhà mà trước Cách mạng tháng Mười Nga dã từng có hai nhà thơ Nga sau này cũng phải sang nước ngoài: Dmitry Merezhkovsky và Zinaida Gippius. Ông cũng học ở trường phổ thông mà ngày trước Alfred Nobel đã từng học và năm 1987 được trao giải Nobel.
Thuở nhỏ Brodsky mơ ước trở thành bác sĩ nhưng 15 tuổi đã phải nghỉ học vì mưu sinh. Sau đó, ông tự học tiếng Anh, tiếng Ba Lan, nghiên cứu truyền thuyết, tôn giáo và triết học. Ông bắt đầu làm thơ lúc 16 tuổi; khi 17 tuổi ông hoàn thành tập thơ nổi tiếng Vĩnh biệt, hãy quên, đừng trách cứ gì nhau... (Прощай, позабудь и не обессудь...) và được công nhận là một nhà thơ, một dịch giả tài năng. Năm 1963 Brodsky bị kết tội "ăn bám xã hội" và gửi đi cải tạo 5 năm ở miền bắc Nga. Nhờ sự phản đối của các nhà văn trong và ngoài nước hai năm sau ông được trở về Leningrad. Năm 1972, ông lại bị trục xuất, phải sang Viên, London và cuối cùng là Hoa Kỳ. Từ đây, Brodsky sáng tác bằng cả tiếng Nga và tiếng Anh.
Năm 1977, ông nhập quốc tịch Mỹ và làm giáo sư văn học cho trường Cao đẳng Five College ở Mount Holyoke, tiểu bang Massachusetts. Năm 1978, Đại học Yale trao cho J. Brodsky bằng tiến sĩ văn học danh dự. Năm 1979, ông trở thành thành viên của Viện Hàn lâm Nghệ thuật - Văn chương Mỹ. Năm 1981, ông được Quỹ John D. và Catherine T. MacArthur trao tặng giải thưởng cho các tác phẩm thiên tài. Năm 1986, cuốn tiểu luận về nghệ thuật và chính trị Ít hơn một của ông được giải thưởng của Nhóm các nhà phê bình sách Quốc gia (Mỹ). Năm 1987, ông nhận giải Nobel của Viện Hàn lâm Thụy Điển và năm 1991 nhận được giải thưởng của Thư viện Quốc hội Mỹ.
Brodsky sáng tạo nên một thế giới thơ ca độc đáo được thể hiện bằng những quan niệm của nghệ thuật hậu hiện đại. Các nhà phê bình coi ông "là người tổng kết thơ ca thế kỷ 20". Joseph Brodsky qua đời ngày 28/1/1996 tại nhà riêng vì căn bệnh nhồi máu cơ tim.

## Lời khai trước tòa của Brodsky
Dưới đây là những câu hỏi và lời khai của Brodsky trước Tòa về tội "ăn bám". Những lời này được thư ký của phiên tòa ghi lại và sau đó được phổ biến trong những bài viết in ngoài luồng (samizdat). 
| Tòa: Thâm niên lao động của anh là bao nhiêu? Brodsky: Khoảng chừng… Tòa: Chúng tôi không cần "khoảng chừng"! Brodsky: Năm năm. Tòa: Anh làm việc ở đâu? Brodsky: Ở nhà máy. Ở các nhóm địa chất… Tòa: Anh làm ở nhà máy bao nhiêu lâu? Brodsky: Một năm. Tòa: Làm nghề gì? Brodsky: Thợ phay. Tòa: Thế nói chung nghề chuyên môn của anh là gì? Brodsky: Nhà thơ, nhà thơ – dịch giả. Tòa: Ai thừa nhận anh là nhà thơ? Ai xếp anh vào hàng ngũ các nhà thơ? Brodsky: Không ai cả. Thế ai xếp tôi vào giống người? Tòa: Thế anh có học cái đó không? Brodsky: Cái gì? Tòa: Cái nghề làm thơ ấy? Anh đã không cố gắng học hết đại học… nơi người ta dạy… Brodsky: Tôi không nghĩ… tôi không nghĩ là học vấn mang lại điều này. Tòa: Thế thì cái gì? Brodsky: Tôi nghĩ… đó là (thất vọng) do trời phú… Tòa: Anh có yêu cầu gì với Tòa không? Brodsky: Tôi muốn được biết tôi bị bắt vì tội gì? Tòa: Đấy là câu hỏi chứ không phải yêu cầu. Brodsky: Thế thì tôi chả có yêu cầu gì cả. | Судья: Ваш трудовой стаж? Бродский: Примерно… Судья: Нас не интересует «примерно»! Бродский: Пять лет. Судья: Где вы работали? Бродский: На заводе. В геологических партиях… Судья: Сколько вы работали на заводе? Бродский: Год. Судья: Кем? Бродский: Фрезеровщиком. Судья: А вообще какая ваша специальность? Бродский: Поэт, поэт-переводчик. Судья: А кто это признал, что вы поэт? Кто причислил вас к поэтам? Бродский: Никто. (Без вызова). А кто причислил меня к роду человеческому?: Судья: А вы учились этому? Бродский: Чему? Судья: Чтобы быть поэтом? Не пытались кончить вуз, где готовят… где учат… Бродский: Я не думал… я не думал, что это даётся образованием. Судья: А чем же? Бродский: Я думаю, это… (растерянно) от Бога… Судья: У вас есть ходатайства к суду? Бродский: Я хотел бы знать: за что меня арестовали? Судья: Это вопрос, а не ходатайство. Бродский: Тогда у меня нет ходатайства. |

Ngày 13 tháng 3 năm 1964 Brosky bị kết án vì tội "ăn bám" và chịu hình phạt cao nhất là 5 năm lao động cải tạo ở làng Norenskaya, tỉnh Arkhangelsk. Trong một bài phỏng vấn, Brodsky gọi đấy là thời kỳ hạnh phúc nhất trong cuộc đời của mình. Chính thời gian này ông đi sâu tìm hiểu về thơ ca Anh.

## Tác phẩm
- Прощай, позабудь и не обессудь... (Vĩnh biệt, hãy quên, đừng trách cứ gì nhau..., 1957), thơ
- Большая элегия Джону Донну (Khúc bi ca lớn gửi Donne John, 1963)
- Стихотворения и поэмы (Thơ và trường ca, 1965), thơ
- Остановка в пустыне (Trạm dừng trong sa mạc, 1970), thơ
- Конец прекрасной эпохи. Стихотворения 1964-71 (Kết thúc thời tốt đẹp. Thơ những năm 1964-71, 1977), thơ
- Часть речи. Стихотворения 1972-76 (Một phần của lời nói. Thơ những năm 1972-76, 1980), thơ và bài viết
- Римские элегии (Những khúc bi ca La Mã, 1982), thơ
- Новые стансы к Августе (Những bài tứ tuyệt mới gửi Augusta, 1983), thơ
- Мрамор (Сẩm thạch, 1984), kịch
- Меньше одиницы (Ít hơn một, 1986), tiểu luận
- History of the twentieth century (Lịch sử thế kỉ hai mươi, 1986), thơ
- Урания (Urania, 1988), thơ
- Заметки папоротника (Bút ký dương xỉ, 1990)
- На околицах Атлантиды (Trên các nẻo Atlantida, 1992)
- Набережная неисцелимых (Bờ sông của những kẻ vô phương cứu chữa, 1992), thơ
- Watermark (Hoa văn mờ trên giấy, 1992), tiểu luận
- Скорбь и разум (Nỗi đau và lý trí, 1995), tiểu luận

## Một số bài thơ
| Большая элегия Джону Донну Джон Донн уснул, уснуло всё вокруг. Уснули стены, пол, постель, картины, уснули стол, ковры, засовы, крюк, весь гардероб, буфет, свеча, гардины. Уснуло всё. Бутыль, стакан, тазы, хлеб, хлебный нож, фарфор, хрусталь, посуда, ночник, бельё, шкафы, стекло, часы, ступеньки лестниц, двери. Ночь повсюду. Повсюду ночь: в углах, в глазах, в белье, среди бумаг, в столе, в готовой речи, в её словах, в дровах, в щипцах, в угле остывшего камина, в каждой вещи. В камзоле, башмаках, в чулках, в тенях, за зеркалом, в кровати, в спинке стула, опять в тазу, в распятьях, в простынях, в метле у входа, в туфлях. Всё уснуло. Уснуло всё. Окно. И снег в окне. Соседней крыши белый скат. Как скатерть её конёк. И весь квартал во сне, разрезанный оконной рамой насмерть. Уснули арки, стены, окна, всё. Булыжники, торцы, решётки, клумбы. Не вспыхнет свет, не скрипнет колесо... Ограды, украшенья, цепи, тумбы. Уснули двери, кольца, ручки, крюк, замки, засовы, их ключи, запоры. Нигде не слышен шёпот, шорох, стук. Лишь снег скрипит. Всё спит. Рассвет не скоро. Уснули тюрьмы, зАмки. Спят весы средь рыбной лавки. Спят свиные туши. Дома, задворки. Спят цепные псы. В подвалах кошки спят, торчат их уши. Спят мыши, люди. Лондон крепко спит. Спит парусник в порту. Вода со снегом под кузовом его во сне сипит, сливаясь вдалеке с уснувшим небом. Джон Донн уснул. И море вместе с ним. И берег меловой уснул над морем. Весь остров спит, объятый сном одним. И каждый сад закрыт тройным запором. Спят клёны, сосны, грабы, пихты, ель. Спят склоны гор, ручьи на склонах, тропы. Лисицы, волк. Залез медведь в постель. Наносит снег у входов нор сугробы. И птицы спят. Не слышно пенья их. Вороний крик не слышен, ночь, совиный не слышен смех. Простор английский тих. Звезда сверкает. Мышь идёт с повинной. Уснуло всё. Лежат в своих гробах все мертвецы. Спокойно спят. В кроватях живые спят в морях своих рубах. По одиночке. Крепко. Спят в объятьях. Уснуло всё. Спят реки, горы, лес. Спят звери, птицы, мёртвый мир, живое. Лишь белый снег летит с ночных небес. Но спят и там, у всех над головою. Спят ангелы. Тревожный мир забыт во сне святыми - к их стыду святому. Геенна спит и Рай прекрасный спит. Никто не выйдет в этот час из дому. Господь уснул. Земля сейчас чужда. Глаза не видят, слух не внемлет боле. И дьявол спит. И вместе с ним вражда заснула на снегу в английском поле. Спят всадники. Архангел спит с трубой. И кони спят, во сне качаясь плавно. И херувимы все - одной толпой, обнявшись, спят под сводом церкви Павла. Джон Донн уснул. Уснули, спят стихи. Все образы, все рифмы. Сильных, слабых найти нельзя. Порок, тоска, грехи, равно тихи, лежат в своих силлабах. И каждый стих с другим, как близкий брат, хоть шепчет другу друг: чуть-чуть подвинься. Но каждый так далёк от райских врат, так беден, густ, так чист, что в них - единство. Все строки спят. Спит ямбов строгий свод. Хореи спят, как стражи, слева, справа. И спит виденье в них летейских вод. И крепко спит за ним другое - слава. Спят беды все. Страданья крепко спят. Пороки спят. Добро со злом обнялось. Пророки спят. Белесый снегопад в пространстве ищет чёрных пятен малость. Уснуло всё. Спят крепко толпы книг. Спят реки слов, покрыты льдом забвенья. Спят речи все, со всею правдой в них. Их цепи спят; чуть-чуть звенят их звенья. Все крепко спят: святые, дьявол, Бог. Их слуги злые. Их друзья. Их дети. И только снег шуршит во тьме дорог. И больше звуков нет на целом свете. Но чу! Ты слышишь - там, в холодной тьме, там кто-то плачет, кто-то шепчет в страхе. Там кто-то предоставлен всей зиме. И плачет он. Там кто-то есть во мраке. Так тонок голос. Тонок, впрямь игла. А нити нет... И он так одиноко плывёт в снегу. Повсюду холод, мгла... Сшивая ночь с рассветом... Так высоко! «Кто ж там рыдает? Ты ли, ангел мой, возврата ждёшь, под снегом ждёшь, как лета, любви моей?.. Во тьме идёшь домой. Не ты ль кричишь во мраке?» - Нет ответа. «Не вы ль там, херувимы? Грустный хор напомнило мне этих слёз звучанье. Не вы ль решились спящий мой собор покинуть вдруг? Не вы ль? Не вы ль?» - Молчанье. «Не ты ли, Павел? Правда, голос твой уж слишком огрублён суровой речью. Не ты ль поник во тьме седой главой и плачешь там?» - Но тишь летит навстречу. «Не та ль во тьме прикрыла взор рука, которая повсюду здесь маячит? Не ты ль, Господь? Пусть мысль моя дика, но слишком уж высокий голос плачет». Молчанье. Тишь. - «Не ты ли, Гавриил, подул в трубу, а кто-то громко лает? Но что ж лишь я один глаза открыл, а всадники своих коней седлают. Всё крепко спит. В объятьях крепкой тьмы. А гончие уж мчат с небес толпою. Не ты ли, Гавриил, среди зимы рыдаешь тут, один, впотьмах, с трубою?» «Нет, это я, твоя душа, Джон Донн. Здесь я одна скорблю в небесной выси о том, что создала своим трудом тяжёлые, как цепи, чувства, мысли. Ты с этим грузом мог вершить полёт среди страстей, среди грехов, и выше. Ты птицей был и видел свой народ повсюду, весь, взлетал над скатом крыши. Ты видел все моря, весь дальний край. И Ад ты зрел - в себе, а после - в яви. Ты видел также явно светлый Рай в печальнейшей - из всех страстей - оправе. Ты видел: жизнь, она как остров твой. И с Океаном этим ты встречался: со всех сторон лишь тьма, лишь тьма и вой. Ты Бога облетел и вспять помчался. Но этот груз тебя не пустит ввысь, откуда этот мир - лишь сотня башен да ленты рек, и где, при взгляде вниз, сей страшный суд совсем не страшен. И климат там недвижен, в той стране. Откуда все, как сон больной в истоме. Господь оттуда - только свет в окне туманной ночью в самом дальнем доме. Поля бывают. Их не пашет плуг. Года не пашет. И века не пашет. Одни леса стоят стеной вокруг, а только дождь в траве огромной пляшет. Тот первый дровосек, чей тощий конь вбежит туда, плутая в страхе чащей, на сосну взлезши, вдруг узрит огонь в своей долине, там, вдали лежащей. Всё, всё вдали. А здесь неясный край. Спокойный взгляд скользит по дальним крышам. Здесь так светло. Не слышен псиный лай. И колокольный звон совсем не слышен. И он поймёт, что всё - вдали. К лесам он лошадь повернёт движеньем резким. И тотчас вожжи, сани, ночь, он сам и бедный конь - всё станет сном библейским. Ну, вот я плачу, плачу, нет пути. Вернуться суждено мне в эти камни. Нельзя прийти туда мне во плоти. Лишь мёртвой суждено взлететь туда мне. Да, да, одной. Забыв тебя, мой свет, в сырой земле, забыв навек, на муку бесплодного желанья плыть вослед, чтоб сшить своею плотью, сшить разлуку. Но чу! пока я плачем твой ночлег смущаю здесь, - летит во тьму, не тает, разлуку нашу здесь сшивая, снег, и взад-вперед игла, игла летает. Не я рыдаю - плачешь ты, Джон Донн. Лежишь один, и спит в шкафах посуда, покуда снег летит на спящий дом, покуда снег летит во тьму оттуда». Подобье птиц, он спит в своём гнезде, свой чистый путь и жажду жизни лучшей раз навсегда доверив той звезде, которая сейчас закрыта тучей. Подобье птиц. Душа его чиста, а светский путь, хотя, должно быть, грешен, естественней вороньего гнезда над серою толпой пустых скворешен. Подобье птиц, и он проснётся днём. Сейчас - лежит под покрывалом белым, покуда сшито снегом, сшито сном пространство меж душой и спящим телом. Уснуло всё. Но ждут ещё конца два-три стиха и скалят рот щербато, что светская любовь - лишь долг певца, духовная любовь - лишь плоть аббата. На чьё бы колесо сих вод не лить, оно всё тот же хлеб на свете мелет. Ведь если можно с кем-то жизнь делить, то кто же с нами нашу смерть разделит? Дыра в сей ткани. Всяк, кто хочет, рвёт. Со всех концов. Уйдёт. Вернётся снова. Ещё рывок! И только небосвод во мраке иногда берёт иглу портного. Спи, спи, Джон Донн. Усни, себя не мучь. Кафтан дыряв, дыряв. Висит уныло. Того гляди и выглянет из туч Звезда, что столько лет твой мир хранила. | Khúc bi ca lớn gửi John Donne John Donne ngủ say, xung quanh đều ngủ cả. Giường chiếu, sàn nhà, tường, những bức tranh ngủ say móc treo, then cửa, thảm, bàn tủ quần áo, nhà ăn, ngọn nến, rèm cửa sổ. Tất cả ngủ say. Cốc chén và chai lọ dao thái bánh mì, bát đĩa sứ, pha lê cả ngọn đèn đêm, tủ, kính, đồng hồ cả những bậc cầu thang và cánh cửa. Đêm ở khắp nơi: trong mắt, trong góc phòng, trong tủ giữa giấy trắng, trên bàn và cả trong lời trong củi, trong kìm, trong góc đã tắt rồi cái bếp lò, và trong từng đồ vật. Trong áo kamzon, trong giày, trong tất sau lưng ghế, trên giường và cả trong gương trên thập ác, trong chậu, trên vải trải giường trong chổi quét sân. Tất cả đều ngủ hết. Tất cả ngủ say. Cửa sổ rơi đầy tuyết Mái nhà hàng xóm trắng như vải trải bàn. Cả khu phố trong giấc ngủ mơ màng Khung cửa sổ bị cắt ra như chết. Những vòm cửa, bức tường đều ngủ hết Đá rải đường, song chắn, những khóm hoa ánh sáng không bừng lên, không kẽo kẹt bánh xe… những chiếc bàn con, rào giậu và dây xích. Ngủ say cửa, tay cầm, từng chiếc móc những ổ khóa ngủ say cả khóa lẫn chìa. Không còn vang lên tiếng gõ, tiếng thầm thì Tất cả ngủ say, chỉ tuyết kêu ken két. Ngủ say những chiếc cân, ngủ say nhà ngục ngủ say sưa cả những chiếc ghế dài. Cả dây xích chó, cả mái hiên ngoài. Mèo ngủ say, những đôi tai dựng ngược. Luân Đôn ngủ say, cả người lẫn chuột. Nước và tuyết, ngủ say những cánh buồm sau những thùng xe tất cả ngủ mơ màng cả chốn xa xăm với bầu trời ngái ngủ. John Donne ngủ say. Và biển cùng anh ngủ. Cát trắng trên bờ cũng ngủ say sưa. Cả hòn đảo chìm đắm trong giấc mơ. Mỗi khu vườn khóa bằng ba ổ khóa. Những con cua, cây tùng, cây phong – ngủ cả. Những ngọn đồi, những dòng suối, những lối mòn. Cáo, chó sói. Cả gấu cũng lên giường. Tuyết rơi đầy trước cửa hang trắng xóa. Chim cũng ngủ. Tiếng hót không còn nữa. Qụa không kêu, họa mi lặng trong đêm không tiếng cười. Đồng nước Anh im lìm. Chuột nhận lỗi lầm. Một ngôi sao lấp lóa. Tất cả ngủ say. Tất cả nằm trong mộ những kẻ chết rồi lặng lẽ ngủ yên kẻ đang sống ngủ say sưa trên giường. Ai cô đơn, ai trong tình ấp ủ. Cả núi rừng, những dòng sông đều ngủ. Ngủ say sưa cả thú dữ và chim. Chỉ tuyết trắng bay liệng từ trời đêm. Nhưng rồi lên những mái đầu sẽ ngủ. Cả những thiên thần cũng say sưa ngủ cuộc đời quên trong giấc mộng thánh thần Ngủ say sưa cả Địa ngục, Thiên đàng. Không một ai giờ này ra đi cả. Thượng đế ngủ. Mặt đất giờ xa lạ. Mắt không nhìn và tai chẳng nghe ra. Quỷ sứ ngủ cùng với lòng hận thù trên những cánh đồng nước Anh trắng xóa. Thiên thần ngủ với kèn. Những người cưỡi ngựa. Cùng ngựa ngủ say trong giấc ngủ tròng trành. Tất cả thiên thần xếp thành một đám đông. Ôm lấy nhau dưới vòm trời của Chúa. John Donne ngủ say. Thơ ca đều ngủ cả. Mạnh yếu chẳng tìm ra, tất cả những vần những hình ảnh, những buồn chán, lỗi lầm cũng như thơ, nằm yên trong từ ngữ. Mỗi câu thơ như người anh em gần gũi dù thủ thỉ bên tai, chỉ một chút nhường. Nhưng ai ai cũng rất xa thiên đàng nên nghèo khổ, nỗi buồn đoàn kết lại. Thơ iambơ cũng ngủ say như vậy. Thơ cô-rê giống như kẻ canh chừng. Bên phải, bên trái, ngủ say cả cách nhìn. Và sự vinh quang cũng ngủ say sau đấy. Những tai họa ngủ say. Ngủ say đau đớn. Lầm lỗi ngủ say. Thiện và ác ôm nhau. Lầm lỗi ngủ say. Tuyết rơi trắng một màu trong không gian vặt vãnh tìm vết bẩn. Tất cả ngủ say. Sách ngủ say thành đống. Dòng sông lời thành băng giá lãng quên. Những dòng sông với sự thật của mình. Xiềng xích ngủ. Chỉ khua lên rất khẽ. Tất cả ngủ. Thượng đế, thiên thần, quỷ sứ. Cả bạn bè, đầy tớ, những đứa con. Chỉ tuyết vang lên trong bóng tối con đường. Tiếng vọng trên thế gian không còn nữa. Nhưng. Anh có nghe trong bóng đêm băng giá có ai đó khóc, ai đó thì thầm. Có ai đó phó thác cho mùa đông. Và khóc lên. Trong bóng đêm ai đó. Giọng rất thanh. Mảnh mai như kim nhỏ. Nhưng chỉ không còn… Người ấy cô đơn bơi trong tuyết. Khắp nơi lạnh và sương… Khâu đêm với bình minh… Trên cao đó. "Thiên thần chăng? Có ai đang nức nở mong trở về đợi tuyết như mùa hè của tình yêu? Trong bóng đêm về nhà. Anh kêu trong bóng đêm? Câu trả lời chẳng có. "Dàn đồng ca buồn. Có phải thiên thần nơi đó nhắc cho ta những giọt lệ ngân vang. Có phải các ngươi từ giã giáo đường đang mê ngủ. Có phải các ngươi?" – Lặng lẽ. "Có phải ngươi, Paven? Giọng của ngươi, đúng thế đã chai sần bởi giọng nói khô khan. Có phải ngươi, mái đầu bạc trong đêm khóc ở đó?" Nhưng âm thầm gặp gỡ. "Có phải bàn tay che mắt nhìn ngó đôi bàn tay khắp nơi thấy lờ mờ? Thượng đế chăng? Dù ý nghĩ vẩn vơ Nhưng tiếng khóc nghe chừng rất cao cả". "Có phải thiên thần Gabriel thổi gió trong chiếc kèn, ai đó sủa rất to chỉ một mình tôi đôi mắt mở ra. Đang thắng yên cương những người kị sĩ. Tất cả ngủ say. Trong bóng đêm ấp ủ. Từ trời xanh chó chạy cả một đàn. Có phải thần Gabriel giữa mùa đông với chiếc kèn một mình đang nức nở?" "Không phải - tôi, John Donne, tôi là hồn anh đó. Tôi một mình buồn thấu tận trời xanh rằng hồn anh bằng lao động của mình tạo nên những tình cảm nặng nề và ý nghĩ. Với những thứ này anh bay lên có thể giữa những đam mê, giữa những lỗi lầm. Anh từng là chim thấy nhân dân mình khi bay trên những mái nhà, mọi ngả. Anh nhìn thấy cả bao la biển cả. Địa ngục kia anh nhìn thấy rõ ràng và sau đó anh nhìn thấy Thiên đàng trong khổ đau vì đam mê chối bỏ. Anh nhìn thấy cuộc đời như đảo nhỏ. Và anh từng gặp gỡ với Đại dương khắp bốn phía chỉ tiếng rú, bóng đêm. Anh giật-lùi rồi bay quanh Thượng đế. Nhưng hành trang vào trời xanh không thả để thấy cuộc đời – trăm cái tháp mà thôi và dải băng sông nhìn thấy từ trời ngày phán xử không có gì đáng sợ. Và khí hậu chỉ đứng yên một chỗ. Tất cả như một giấc mộng rã rời. Thượng đế là ánh sáng trong cửa sổ mà thôi màn sương đêm trong ngôi nhà xa lạ. Những cánh đồng không có ai cày cả. Không cày tháng năm. Thế kỉ cũng không. Chỉ rừng vây quanh bốn phía như tường. Chỉ mưa rơi tí tách trên hoa cỏ. Người tiều phu đầu tiên với con ngựa nhỏ chạy tới nơi rồi lạc lối trong rừng vì sợ hãi đã trèo lên cây thông trong thung lũng cháy bừng như ngọn lửa. Tất cả xa xôi. Ở đây nhìn không tỏ. ánh mắt lặng nhìn những mái nhà xa. ở đây sáng không nghe tiếng chó nhà và tiếng chuông hoàn toàn không nghe rõ. Người tiều phu hiểu rằng xa tất cả nên đã quay ngựa lại, phóng về rừng. Ngay lúc này cả người, ngựa, bóng đêm đã trở thành giấc mơ Kinh Thánh đó. Không có đường. Tôi khóc lên nức nở. Đành quay về với sỏi đá mà thôi. Khi còn sống không thể đến nơi này. Chỉ sau khi chết tôi về nơi đó. ánh sáng của tôi ơi, tôi quên anh nhé trong đất đai quên lãng đến muôn đời về khổ đau của mong ước tôi bơi để thân xác, chia ly đem khâu vá. Tôi ngạc nhiên tiếng khóc nơi ngủ trọ đang bay vào bóng tối rồi tan ra tuyết khâu lại ly biệt của hai ta giật tới-giật lùi, đang bay kim nhỏ. Không phải tôi thổn thức, – mà anh khóc đó.: Một mình anh nằm trong tủ đựng đồ một khi tuyết còn bay vào ngôi nhà ngủ mê một khi tuyết còn bay vào bóng đêm từ đó". Giống như chim, anh ngủ yên trong tổ khao khát cuộc đời sẽ tốt đẹp hơn đến muôn thuở vào ngôi sao anh tin ngôi sao này tia sáng không còn nữa. Giống như chim, tâm hồn anh sạch sẽ con đường vui, đáng lẽ, phải lỗi lầm cái tổ quạ, đáng lẽ, tự nhiên hơn trên bầy xám những tổ chim làm giả. Giống như chim, ban ngày anh tỉnh ngủ. Còn bây giờ nằm dưới tuyết trắng tinh bằng giấc mộng, bằng tuyết trắng khâu lên khoảng không gian giữa hồn và xác ngủ. Tất cả ngủ yên. Nhưng còn chờ đợi nữa hai-ba dòng thơ và những miệng nhe răng nghĩa vụ nhà thơ - tình yêu của người trần còn tình yêu tâm hồn dành cho cha xứ. Nước không rơi lên bánh xe ai đó là bánh mì nơi trần thế đang vơi. Bởi có thể với ai chia sẻ cuộc đời thì cái chết ai cùng ta chia sẻ? Lỗ trên vải. Ai muốn thì cứ xé. Khắp mọi nơi. Đi. Rồi lại quay về Giật mạnh nữa! Và chỉ vòm trời kia trong bóng đêm lấy chiếc kim người thợ. Ngủ yên. John Donne. Ngủ yên, đừng đau khổ. áo thủng caftan buồn bã treo cao Từ mây đen nhìn xuống một ngôi sao đã bao năm thơ của anh gìn giữ. Bản dịch của Nguyễn Viết Thắng |